# Carybdea aurifera
Carybdea aurifera é uma espécie de água-viva cúbica (Cubozoa) da família Carybdeidae.